# Ilu
Ilú (em iorubá: Ìlú, significa tambor) é um instrumento de percussão de origem africana; muito difundido nos estados brasileiros de Pernambuco e Ceará para o culto Nagô.

## História e Cultura
O ilu-Bata é um instrumento sagrado evoluído no estado de Pernambuco, e é o principal instrumento da Nação Nagô Egba, ou Candomblé Nagô de Pernambuco, também apelidado como Xangô de Pernambuco.
O ilu evoluiu de tambores trazidos da África, com a mesma base que se deu a Santeria de Cuba onde se tocas os batas; e onde se deu o reconhecimento mundial ao instrumento através da musica cubana, as cerimônias antigas no sitio de pai Adão Casa matriz do candomblé nagô de Pernambuco, e um dos terreiros de Religião de matriz africana mais antigo em Registro no Brasil, tocava-se apenas com batas como em cuba antes da adaptação dos ilus.
Os ilus utilizados no Candomblé Nagô de Pernambuco são três. Sendo eles yãn tambor de tonalidade mais grave, Mêlê de tonalidade Média e Mêle anco tambor de tonalidade mais aguda.
A mitologia diz que o ilu foi um tambor criado pelo Orixá Xangô, que se tornou como o orixá padrinho de Pernambuco e chegando ate ser referenciado como o apelido dado a Religião por escritores, o ilu destaca-se por ter seus pés em forma de cruz. É também utilizado na Nação xamba que teve seu início no estado de Alagoas e migrado para cidade de Olinda, e teve o ilu introduzido posteriormente. Os ilus também foram introduzidos nos cultos da Jurema Sagrada, Religião de miscigenação africana indígena e católica que se deu inicio em Pernambuco, Paraíba e Alagoas. Hoje muito usado nas Sambadas de coco, o ilu também é o instrumento que deu a origem aos Bombos de Maracatus. São também apelidados de Alfaias.

## Características
O ilú possui corpo cilíndrico e oco, e suas extremidades são cobertas com couro; anteriormente, o corpo era feito somente com madeira, e era utilizado couro de caprino, amarrado com as tripas do animal sacrificado ou cipós; atualmente, o instrumento possui o corpo feito de madeira, metal, PVC ou fibra de vidro; o couro de suas extremidades podem ser sintéticos ou de animais, e são fixados com aros de metal ou corda, e interligados com cordas ou varões de metal, que são utilizados para a afinação do instrumento. O ilú possui três tamanhos diferentes, sendo o maior denominado Yan, o médio denominado Mêlê e o menor denominado de Melê Anco. O ilú-bata possui uma das extremidades mais estreita, e o ilú inhã possui as extremidades com diâmetros iguais.
O instrumento é tocado por percursionistas em gêneros musicais populares da região nordeste do Brasil, como o manguebeat; e por ogãs, como instrumentos sagrados de rituais de religiões afro-brasileiras. Para ser utilizado como instrumento sagrado, o ilú precisa ser consagrado, passando por um processo de rituais. Após sua consagração, o ilú não pode sair do terreiro, exceto para a realização de tradições religiosas em locais externos como mata, praia, ou cachoeira.